# Kolonizace asteroidů
Kolonizace asteroidů je projekt, v jehož rámci byly asteroidy neboli planetky, včetně těch v hlavním pásu, navrženy jako možné místo lidské kolonizace. K hnacím silám této snahy patří přežití lidstva a ekonomické přínosy spojené s těžbou z asteroidů. Proces kolonizace má mnoho překážek, jako třeba vzdálenost, nedostatek gravitace, teplota, radiace a psychologické problémy.

## Důvody pro kolonizaci asteroidů

### Přežití lidstva
Jeden z hlavních důvodů pro kolonizaci asteroidů je zajistit dlouhodobé přežití lidského druhu. V případě existenční hrozby, jako třeba jaderný holokaust nebo výbuch supervulkánu, by kolonie na asteroidu umožnila pokračování lidského druhu. Michael Griffin, administrátor NASA v roce 2006, řekl:
"...cílem není jen vědecký výzkum...jde také o rozšíření rozsahu lidského prostředí ze Země do sluneční soustavy...Z dlouhodobého hlediska jedno-planetární druh nepřežije. Chceme-li my lidé přežít stovky tisíc nebo miliony let, musíme nakonec osídlit ostatní planety."

### Ekonomie
Dalším důvodem pro kolonizaci je potenciální ekonomický zisk z těžby asteroidů. Asteroidy obsahují značné množství cenných materiálů, včetně vzácných minerálů a drahých kovů, které lze vytěžit a přepravit zpět na Zemi k prodeji. Například 16 Psyche má hodnotu přibližně 10 kvintilionů dolarů v kovovém železe a niklu. NASA odhaduje, že v pásu asteroidů je přibližně1,1 až 1,9 milionů asteroidů o průměru větším než 1 kilometr, z čehož 8% těchto asteroidů má podobné složení jako 16 Psyche. Jedna společnost, Planetary Resources, se již snaží vyvíjet technologie s cílem jejich využití k těžbě asteroidů. Společnost odhaduje, že některé asteroidy dlouhé třicet metrů obsahují platinu v hodnotě 25 až 50 miliard dolarů.

## Transport

### Výzvy
Hlavní výzvou transportu k pásu asteroidů je vzdálenost 644,42 milionů km. Vědci v současné době čelí podobné výzvě, a tou je cesta na Mars. Vzdálenost k Marsu je 50 milionů km. Cesta na Mars trvá asi 253 dní. Rusko, Čína a Evropská kosmická agentura v letech 2007 až 2011 provedli experiment nazvaný MARS-500, aby změřili fyzická a psychologická omezení kosmických letů s posádkou. Experiment dospěl k závěru, že 18 měsíců je limitem pro vesmírnou misi s posádkou. Se současnou technologií by cesta k pásu asteroidů byla delší než 18 měsíců, což naznačuje, že mise s posádkou je nad naše současné technologické možnosti.

### Přistání
Asteroidy nejsou dostatečně velké, aby vytvořily významnou gravitaci, což ztěžuje přistání. Lidé ještě nepřistáli na asteroidu v pásu asteroidů, bezposádkové lodě ale již dokázaly dočasně přistát na několika asteroidech, z nichž prvním byl v roce 2001 433 Eros. Přistání bylo umožněno díky sadě čtyř solárních iontových trysek a čtyř reakčních kol pro pohon. Současné technologie mohou být použity k dokončení úspěšného přistání v pásu asteroidů.

## Výzvy pro lidské osídlení

### Gravitace
Nedostatek gravitace má pro lidské tělo mnoho negativních účinků. Přechodná gravitační pole mohou způsobit ztrátu orientace, koordinace, rovnováhy a nemoc z pohybu. Asteroidy mají – ve srovnání se Zemí – velmi nízkou gravitaci. Bez účinků gravitace ztrácí kosti minerály a měsíčně asi 1 % hustoty (pro srovnání, kosti starých lidí ztrácí 1–1,5 % hustoty ročně), což je dělá křehčími. Vylučování vápníku z kostí také zvyšuje riziko tvorby ledvinových kamenů. Nízká gravitace také způsobuje posun tekutin směrem k hlavě, což může způsobit problémy s viděním.
Celková fyzická zdatnost má tendenci se snižovat a správná výživa se stává mnohem důležitější. Bez gravitace se svaly používají mnohem méně a celkový pohyb je snadnější. Bez trénování se sníží výdrž, svalová hmota a kondice oběhové soustavy.

#### Umělá gravitace
Umělá gravitace nabízí řešení k negativním efektům prostředí bez gravitace na lidské tělo. Jeden návrh k její implementaci (zkoumán ve studii provedené výzkumníky na Vídeňské univerzitě) zahrnuje vykopání centra asteroidu a zvýšení jeho rychlosti rotace. Kolonisté by pak žili uvnitř asteroidu, kde by odstředivá síla simulovala gravitaci Země. Výzkumníci zjistili, že je nejasné, zda by byly asteroidy dostatečně silné na zachování rychlosti otáčení.
V současné době neexistují žádná velká praktická využití umělé gravitace pro lety do vesmíru nebo snahy o kolonizace kvůli problémům s cenou a velikostí.

### Teploty
Většina asteroidů ve Sluneční soustavě se nachází v Hlavním pásu planetek, který se nachází mezi Marsem a Jupiterem. Teploty jsou tam ale pro život velmi nízké (od −73 do −103 °C), proto bude potřeba neustálý zdroj energie pro teplo.

### Radiace
Kosmické záření a sluneční erupce vytvářejí smrtelné prostředí pro lidský život. Kosmické záření může zvýšit riziko rakoviny, poruchy centrálního nervového systému, akutního radiačního syndromu a srdečního onemocnění. Na Zemi jsou lidé chráněni magnetickým polem a atmosférou, asteroidy ale tuto ochranu postrádají.
Jednou možností je život uvnitř asteroidu. Odhaduje se, že by lidé byli před radiací dostatečně ochráněni 100 metrů pod povrchem asteroidu. Problémem je ale složení asteroidů – mnoho z nich má velmi malou strukturální integritu.

### Psychologie
Vesmírné cestování má velký účinek na lidskou psychiku. Kosmická radiace má schopnost ovlivnit mozek, což bylo rozsáhle testováno na myších. Tyto studie ukázaly, že zvířata mají zhoršenou paměť, problémy s propojitelností neuronů a nárůst úzkosti a strachu.
Izolace vesmíru a obtížný spánek mají na člověka také velký účinek. Jedna ruská studie pozorovala u účastníků depresi, abnormální spánkové cykly, insomnii a fyzické vyčerpání.
U mnoha astronautů může mít ale vesmírné cestování pozitivní efekty. Mnoho astronautů hlásilo zvýšený vděk za planetu a účel. Tohle je ale hlavně výsledek pohledu na Zem z vesmíru.